# Карбоциклични алкалоиди
Овде спада мањи број алкалоида ароматичне структуре са амино групом у бочном низу.
Представници су ефедрин, капсаицин (у љутој паприци) и колхицин.
Ефедрин сужава крвне судове и користи се као лек против бронхијалне астме; капсаицин као лек против реуматизма, ишијаса, неуритиса, разних озледа итд., а колхицин против грипа.